# Passiflora lancetillensis
Passiflora lancetillensis J.M.MacDougal – gatunek rośliny z rodziny męczennicowatych (Passifloraceae Juss. ex Kunth in Humb.). Występuje naturalnie w Belize oraz Hondurasie. 

## Morfologia
PokrójZdrewniałe, trwałe, owłosione liany.
LiściePodłużnie eliptyczne lub eliptyczne, rozwarte lub ostrokątne u podstawy. Mają 6,5–8,5 cm długości oraz 3,5–6,5 cm szerokości. Całobrzegie, z tępym lub ostrym wierzchołkiem. Ogonek liściowy jest owłosiony i ma długość 30–55 mm. Przylistki są nietrwałe.
KwiatyDziałki kielicha są podłużne, zielone, mają 1,8–2,5 cm długości. Płatki są podłużne, białe, mają 1,9–2,7 cm długości. Przykoronek ułożony jest w 3–4 rzędach, biały lub pomarańczowy, ma 3–20 mm długości.
OwoceSą elipsoidalnego kształtu. Mają 6,5–8 cm długości i 2,5–3 cm średnicy.